# Mochi
Mochi (餅, もち?) este un desert japonez (prăjitură de orez) confecționat din mochigome, un tip de orez lipicios, și alte ingrediente precum: apă, zahăr și amidon de porumb. Orezul este transformat într-o pastă iar apoi este modelat în forma dorită. În Japonia, mochi este realizat într-o ceremonie tradițională ce poartă numele de mochitsuki. Deși poate fi consumat de-a lungul anului, mochi este un aliment tradițional specific pentru Anul Nou Japonez, fiind comercializat și consumat cu precădere în această perioadă.

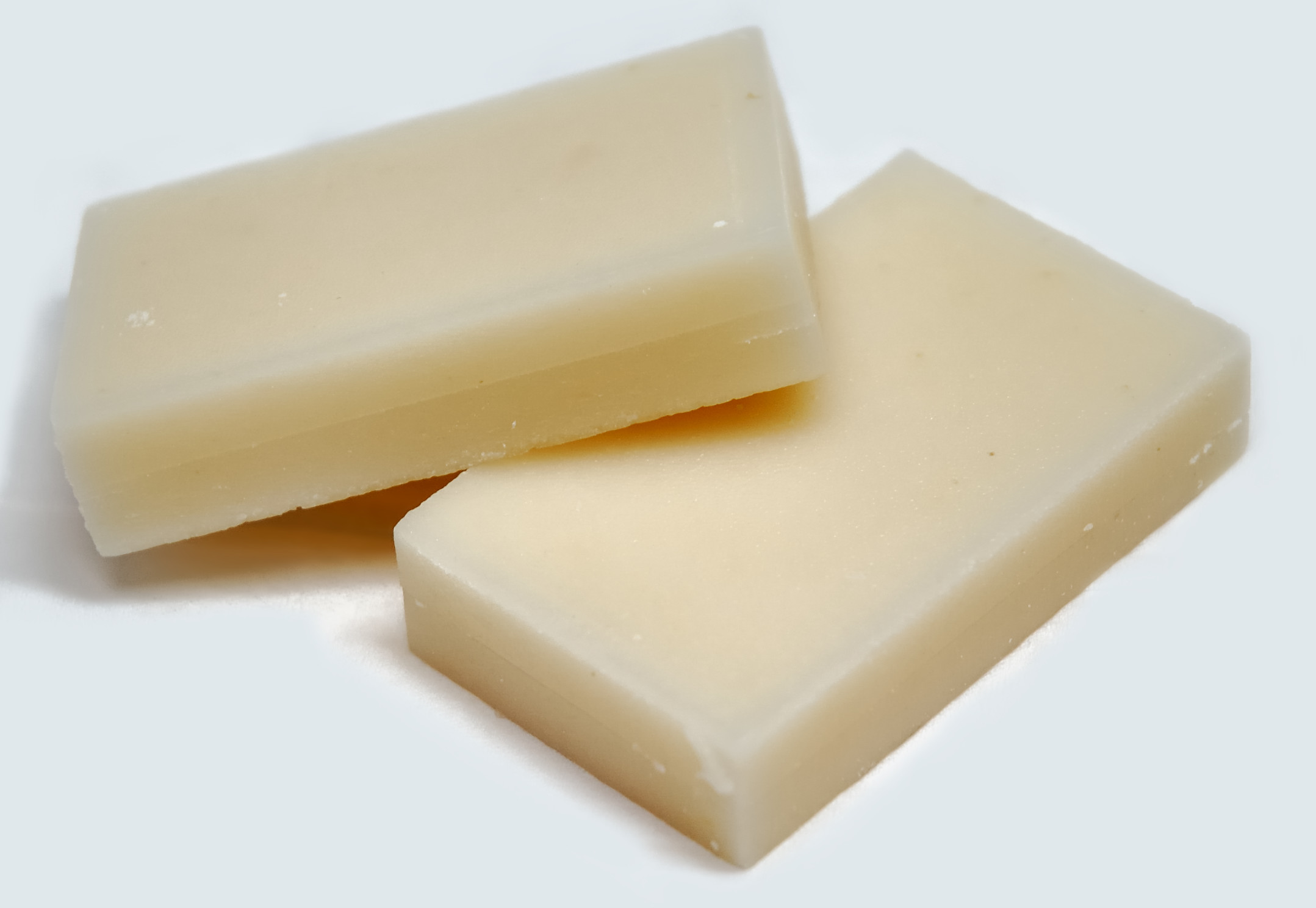
Prăjitură de orez Kirimochi sau Kakumochi

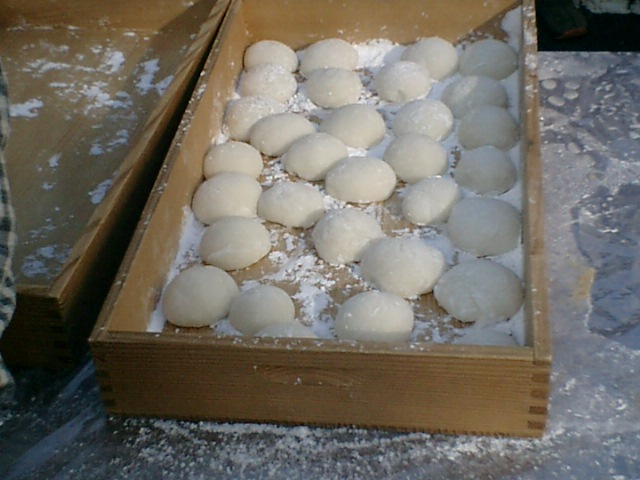
Prăjitură de orez Marumochi

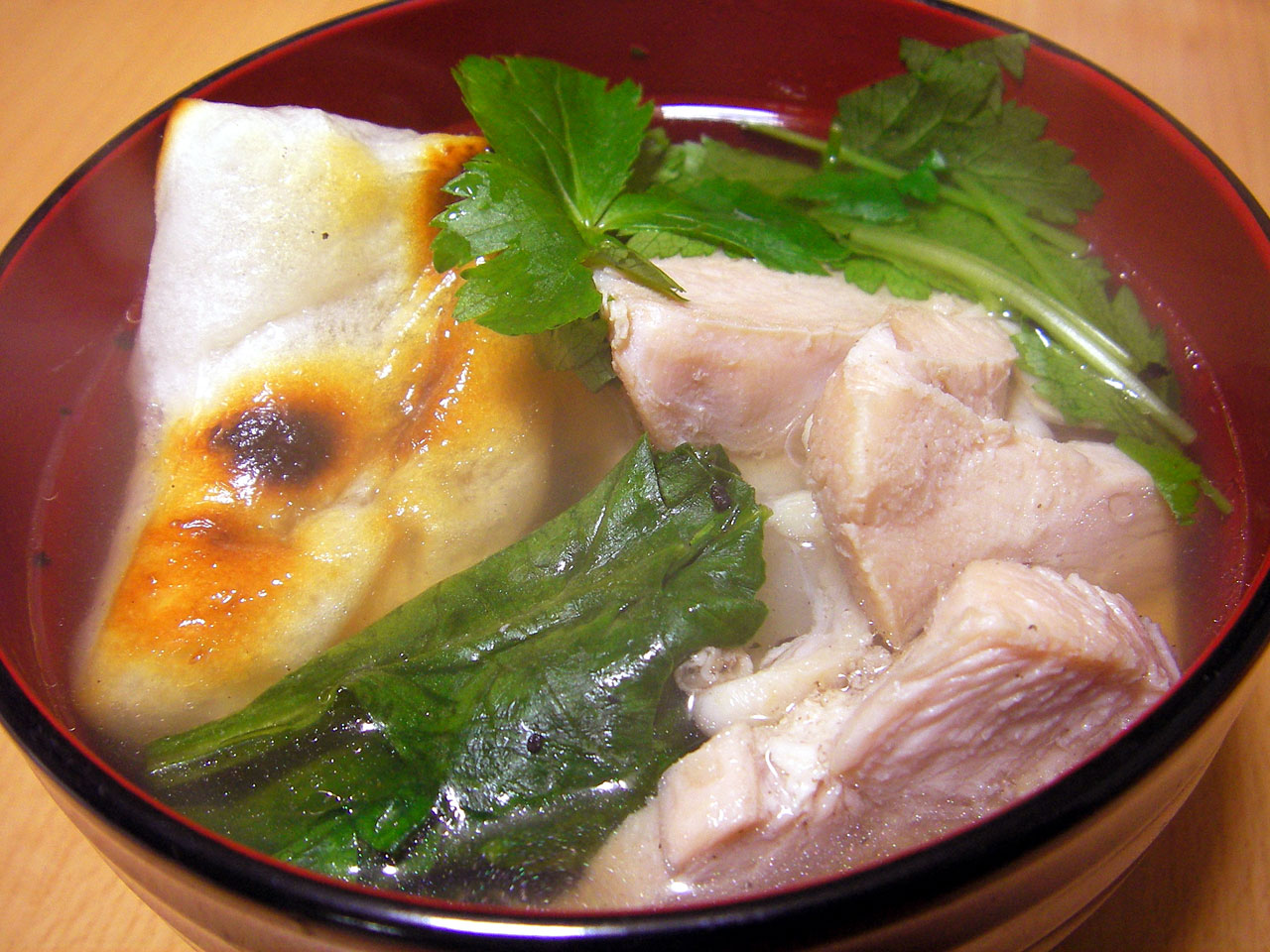
Zōni, o supă ce conţine Kirimochi

Există o varietate foarte mare de mochi, care pot conține diverse umpluturi; cel mai frecvent, mochi conțin anko (pastă de fasole roșie), exemple fiind: daifuku, monaka, Sakura-mochi, Kashiwa-mochi și ohagi.
Mochi este similar cu dango, însă acesta este realizat prin lovirea boabelor de orez, în timp ce dango este confecționat din făină de orez.

## Istoric
Procesul de obținere prin lovire a acestor turte de orez este originar din China, unde orezul lipicios a fost crescut și utilizat timp de mii de ani. Unele triburi chineze indigene au utilizat acest proces ca parte a tradițiilor lor.
Prima înregistrare a utilizării mochi ca parte a festivităților de Anul Nou datează din Perioada Heian. Nobilii de la curtea imperială credeau că rândurile lungi de mochi proaspăt simbolizau viața lungă și bunăstarea, în timp ce mochi uscat ar întări dinții unei persoane. Referințe despre acest desert pot fi întâlnite și în primul roman japonez, Povestea lui Genji.

## Compoziție
Mochi prezintă o compoziție complexă, fiind alcătuit din punct de vedere chimic din polizaharide, lipide, proteine și apă. Prezintă o structură eterogenă formată din gel de amilopectină, granule de amidon și bule de aer. Orezul utilizat la prepararea sa este caracterizat de un nivel scăzut de amiloză din amidon, fiind derivat din soiuri de orez japonica cu bob scurt sau mediu. Nivelul de proteine al orezului este mai mare decât cel al orezului cu bob scurt obișnuit. În mochi, conținutul de amiloză este neglijabil, iar conținutul de amilopectină este ridicat, ceea ce conferă alimentului o consistență de gel.
Mochi este adesea confecționat doar din orez lipicios, însă există variante de mochi care conțin sare, condimente și arome, precum cea de scorțișoară (în principal cinamaldehidă). Aditivi alimentari precum zaharoza, sorbitolul și glicerolul pot fi adăugați pentru a crește vâscozitatea și gelatinizarea. De obicei nu se utilizează aditivi care scad retrogradarea datorită conținutului ridicat de amilopectină, care prezintă o durată de valabilitate lungă.